# 多米尼克·韦斯特
多米尼克·韦斯特 （英語：Dominic West，1969年10月15日—），英国演員，他因其在《火线》中饰演的警探吉米·麦克纳提而出名。

## 早年
韦斯特生于一个爱尔兰天主教家庭，其父为乔治·韦斯特（George West）,经营着一家塑料加工厂；其母为摩亚（Moya），一位典型的家庭主妇。韦斯特曾就读于伊顿公学和都柏林的三一学院。

## 职业生涯
韦斯特进入吉尔德侯音乐与戏剧学校（Guildhall School of Music & Drama）进修三年，于1995年毕业并获得文学士（B.A.）荣誉学位。
他于1991年的一部短片《三个琼斯》（3 Joes）中首次出镜。其后他还出演过《纯蓝》（True Blue）、《芝加哥》和《蒙娜丽莎的微笑》（Mona Lisa Smile）。而他最有名的角色就是在HBO警探剧《火线》中饰演巴尔的摩警探吉米·麦克纳提，韦斯特因其对于角色口音的准确把握而备受赞扬。

## 作品列表
- 《王冠》（The Crown；第五、六季）（2022-）
- 《古墓奇兵》（Lord Richard Croft） (2018)
- 《海底總動員2：多莉去哪兒》（Finding Dory） (2016)
- 《金錢怪獸》（Money Monster） (2016)
- 《天才捕手》（Genius） (2016)
- 《異星戰場：強卡特戰記》（John Carter of Mars） (2012)
- 《靈動檔案（英语：The Awakening (2011 film)）》（The Awakening） (2011)
- 《凸搥特派員：二度出包》（Johnny English Reborn） (2011)
- 《世纪战魂》（Centurion） (2010)
- 《乱世妖姬》（The Devil's Whore）(2008)
- 《惩罚者2：战争特区》（Punisher: War Zone）(2008)
- 《斯巴达三百勇士》（300）(2007)
- 《少年汉尼拔》（Hannibal Rising）(2007)
- 《灵异拼图》（The Forgotten）(2004)
- 《蒙娜丽莎的微笑》（Mona Lisa Smile）(2003)
- 《火线》（The Wire）(2002–2008)
- 《芝加哥》（Chicago）(2002)
- 《摇滚明星》（Rock Star）(2001)
- 《28天》（28 Days）(2000)
- 《圣诞颂歌》（A Christmas Carol）(1999)
- 《星際大戰首部曲：威脅潛伏》（Star Wars Episode I: The Phantom Menace）(1999)
- 《仲夏夜之夢》（A Midsummer Night's Dream）(1999)
- 《挽救畢加索》（Surviving Picasso）(1996)
- 《纯蓝》（True Blue） (1996)
- 《理查三世》（Richard III）(1995)
- 《三个琼斯》（3 Joes） (1991)